# Липинський Станіслав Казимирович
Липи́нський Станіслав Казими́рович (9 листопада 1884, Ратнів, Луцький повіт, Волинська губернія — 9 квітня 1954, Сопот, ПНР) — доктор філософії (в тому часі агрономія зараховувалася до філософських наук), вчений агроном-селекціонер. Молодший брат В'ячеслава Липинського.

## Життєпис
Народився в Ратнові коло Луцька в польській шляхетській родині.
Молодший брат українського політолога, історика, державного та громадського діяча В'ячеслава Липинського.
В 1896–1903 роках навчався Житомирській гімназії та 1-й Київській гімназії, в 1903–1905 роках — Київському політехнічному інституті та аграрному відділенні університету в Липську, в 1905–1908 — на філософському факультеті університету в Лейпцигу, 1910 року здобув вчений ступінь доктора філософії.
З 1910 р. разом з батьком упорядковував господарство в с. Затурці, запроваджуючи новаторські методи ведення господарства. Був членом Володимирського повітового земства та Волинського губернського земства і членом правління аграрного товариства в Луцьку і Володимирі. В 1909–1910 рр. він писав статті на сільськогосподарську тематику до «Przegląd Krajowy», який видавав старший брат В’ячеслав. 
Під час Першої світової війни С. Липинський працював в агрономічному відділі Союзу земств Південно-Західного фронту.
Після скінчення розрухи Першої світової за дуже короткий час вивів господарство в число п'ятдесяти найрентабельніших на теренах тодішньої Польщі.
З 1922 року займається селекцією сільськогосподарських культур, в основному пшениці та картоплі. У 1929 реєструє власну фірму «Затурці д-ра Ст. Ліпінського», задля законної реалізації елітного насіння.
Виведені ним сорти пшениці «Волинянка рання», «Затурецька біла» та картоплі — «Вольтман затурецький» і «Парнасія», займають призові місця на сільськогосподарських виставках в Луцьку та Познані.
За селекційний доробок 1938 року удостоєний найвищої польської медалі «Золотий хрест заслуги».
Сприяв забудові села, допомагав людям будівельними матеріалами, зерном на посів, з його допомогою в Затурцях відбудовано старовинний костел та поставлено дерев'яну церкву. До Другої світової війни в господарстві вирощували елітних коней та тонкорунних овець.
Був останнім власником родинного маєтку Липинських у Затурцях. Проживав тут із родиною до 18 вересня 1939 року. На другий день після радянської окупації Західної Волині подався на еміграцію до Польщі.
Після війни керував лабораторією досліджень картоплі в Ґданську – Вжещу, вивів сорти озимої пшениці «Вигнанка» та «Стильова».
Створив підручник «Вирощування картоплі», який вийшов друком уже після його смерті.

## Родинна справа
Його дочка, Ядвіга, продовжила батьківську дорогу — вчена-селекціонер, доктор наук, син Ян — вчений-агроном, займався картоплярством, син Юліан — випускник Львської політехніки, був інженером-будівельником.